# Staatstheater am Gärtnerplatz
Lo Staatstheater am Gärtnerplatz (nel gergo popolare Gärtnerplatztheater) è un teatro di Monaco di Baviera che si affaccia su Gärtnerplatz, nel quartiere di Isarvorstadt.

## Storia
Progettato dall'architetto Franz Michael Reiffenstuel, i lavori di costruzione iniziarono il 25 agosto 1864 e si conclusero il 27 maggio 1865; fu inaugurato il 4 novembre 1865, alla presenza del duca Massimiliano Giuseppe in Baviera.
Oggi è uno dei tre teatri statali bavaresi e, assieme al Nationaltheater, è il secondo teatro d'opera di Monaco di Baviera.
Vi si rappresentano soprattutto spettacoli di operetta.